# نظرية القوى المنتجة

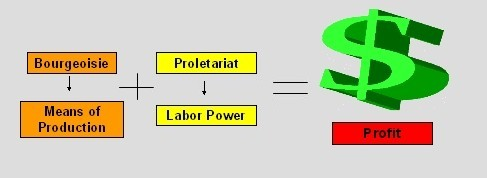
صورة تمثل نظرية القوى المنتجة

نظرية القوى المُنتجة، والتي يشار إليها أحيانًا باسم حتمية القوة الإنتاجية، هي شكل من أشكال المادية التاريخية والماركسية التي تركز بشكل أساسي على التقدم التقني كأساس للتقدم والتغيرات في البنية الاجتماعية والثقافة للحضارة. تختلف اهمية القوى المطلوبة لدور التقدم التقني أو التكنولوجي في التأثير على المجتمع والتقدم الاجتماعي بين مدارس المفكرين الماركسيين المختلفة. من المفاهيم ذي الصلة هي الحتمية التكنولوجية.
ترتكز النظرية بقوة على ضرورة تعزيز القوى الإنتاجية للإقتصاد كشرط مسبق لتحقيق الاشتراكية، وهو أمر ضروري لتحقيق الشيوعية. اعتنق العديد من الماركسيين الأرثوذكس هذه النظرية وكذلك الماركسيين اللينينيين، حيث لعبوا دورًا حاسمًا في توجيه السياسات الاقتصادية للدول الاشتراكية الحالية والسابقة.

## دلائل تجريبية
الدفاع الفلسفي الأكثر تأثيراً عن هذه الفكرة جاء من قبل جيرالد كوهين في كتابه (الدفاع عن نظرية التاريخ لكارل ماركس). ووفقاً لهذا الرأي، فإن التغيير التقني سيؤدي إلى تغير اجتماعي؛ بعبارة أخرى، فإن التغيرات في وسائل الإنتاج وكثافته ستُسبب تغيرات في علاقات الإنتاج، أي في أيديولوجية الناس وثقافتهم، وتفاعلاتهم مع بعضهم البعض، وعلاقتهم الاجتماعية بالعالم الأوسع. وجهة النظر هذه هي أساس الماركسية الأرثوذكسية .
من وجهة النظر هذه، فإن الاشتراكية الفعلية، القائمة على الملكية الاجتماعية والتوزيع الواسع لفائض الإنتاج الوفير، لا يمكن أن تتحقق إلا إذا تم بناء قدرة المجتمع على إنتاج الثروة بما يكفي لإرضاء جميع سكانه ودعم أساليب الإنتاج الاشتراكية. باستخدام هذه النظرية كأساس لبرامجهم على أرض الواقع يعني أن المُنظرين والقادة الشيوعيين في معظم الدول الاشتراكية - في حين تأكيدهم أن أيدولوجية الفرد مهمة للحفاظ على المجتمع الشيوعي - فإنهم في الواقع وضعوا القوى المنتجة في المقام الأول والتغيير الأيديولوجي في المرتبة الثانية.
تتلخص نظرية القوى المنتجة في الاقتباس التالي من الأيديولوجية الألمانية :

### الدول الاشتراكية
في الأنظمة الاقتصادية للكتلة الشرقية السابقة والدول الاشتراكية الحالية ، استندت تلك الدول إلى نظرية القوى الإنتاجية ، فقامت الدولة بتجميع رأس المال من خلال الفوائض من المؤسسات المملوكة للدولة بغرض التحديث والتطوير السريع للصناعة الوطنية، ولأن هذه البلدان لم تكن مُتقدمة تقنيًا إلى النقطة التي يكون فيها الاقتصاد الاشتراكي الفعلي ممكنًا من الناحية التقنية،  أو حيث يمكن للدولة الاشتراكية أن تحاول فعليًا الوصول إلى المُجتمع الشيوعي الحقيقي. كان المنظور الفلسفي وراء حماسة التحديث لدى الاتحاد السوفييتي وجمهورية الصين الشعبية هو الرغبة في تحويل بلدانهم لبلدان صناعية. 

## روابط خارجية
- الأيديولوجيا الألمانية لكارل ماركس، الجزء الأول: فيورباخ.
- صعود الرأسمالية بقلم كريس هارمان
- فقر الفلسفة لكارل ماركس

## أنظر أيضا
- الحتمية الاقتصادية
- المادية التاريخية
- ثورة المعلومات
- نمط الإنتاج
- نمط الإنتاج الاشتراكي
- الحتمية التكنولوجية